# Уитмер, Дэвид

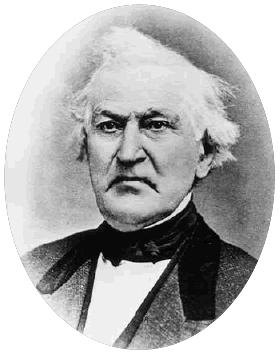
Дэвид Уитмер

Дэвид Уитмер, англ. David Whitmer (7 января 1805, Гаррисберг, Пенсильвания — 25 января 1888) — один из ранних приверженцев церкви мормонов и наиболее часто интервьюируемый из Трёх Свидетелей золотых пластин, положенных в основу Книги Мормона.

## Молодость и роль в движении Святых последних дней
Родился четвёртым в семье из девяти детей Питера и Мэри Уитмер. В 1820-е годы семья переехала в штат Нью-Йорк, а 12 марта 1825 г. Уитмер был назначен сержантом местного ополчения.
Уитмер и его семья были среди наиболее ранних последователей мормонского движения. Впервые Уитмер узнал про Джозефа Смита и его видения золотых пластин во время своей деловой поездки в г. Пальмира в штате Ньюо-Йорк, где имел разговор с Оливером Каудери, сказавшим, что «в этом есть определённая правда». Уитмер признал правдивость его рассказа и перевёз семью своего отца в Пальмиру, чтобы присоединиться к мормонам. Он был обращён в мормонскую веру в июне 1829 г., почти за год до формального основания Церкви Иисуса Христа Святых последних дней. По-видимому, в том же месяце Уитмер заявил, что он, вместе с Джозефом Смитом-младшим и Оливером Каудери видел ангела, который представил им Золотые листы. После этого Уитмер, Каудери и Харрис подписали совместное заявление, удостоверяющее подлинность листых. Заявление было опубликовано в первом издании Книги Мормона и после того включалось почти во все её последующие издания.
Когда 6 апреля 1830 г. Дж. Смит-младший основал Церковь Иисуса Христа святых последних дней, Уитмер был среди 6 первых её членов. (В истории церкви, написанной в 1838 году, Дж. Смит писал, что церковь была основана в доме отца Дэвида, Питера Уитмера, в г. Файетт, штат Нью-Йорк, однако уже в 1842 г. в своём письме Смит утверждал, что церковь была основана в г. Манчестер, штат Нью-Йорк.
Уитмер был посвящён в сан Старейшины церкви 9 июня 1830 г., а 5 октября 1831 г. Оливер Каудери посвятил его в первосвященники. Вскоре после основания церкви Джозеф Смит-младший назначил округ Джексон в штате Миссури «местом собирания» церкви. По словам Смита, здесь когда-то находился Сад Эдема, и здесь же должен быть однажды основан город Сион, или Новый Иерусалим.
7 июля 1834 г. Джозеф Смит назначил Уитмера президентом церкви в Миссури, а также собственным преемником, на случай своей преждевременной смерти.

## Отлучение
Уитмер продолжал жить в Кёртленде, а его советники, У. У. Фелпс и Джон Уитмер (брат Дэвида), руководили церковью в Миссури до лета 1837 года. После краха банка Кёртлендского страхового общества Смит и его советник Сидней Ригдон, преследуемые кредиторами и прошедшие через несколько судов, переехали в местечко Фар-Уэст в штате Миссури. Последовавшая за тем борьба за лидерство привела к исключению из руководства церкви в Миссури братьев Уитмеров и Уильяма Фелпса, а также ряда других видных лидеров — таких, как Оливер Каудери.
Уитмер и другие отлучённые мормоны стали известны как «раскольники» («dissenters»). Им принадлежали большие земельные участки в округе Колдуэлл, штат Миссури, которые они хотели сохранить за собой. Однако глава церковного президентства, Сидней Ригдон, в своей «проповеди о соли» публично призвал к их изгнанию из штата. Некоторые мормоны образовали тайное общество, известное как даниты, которое поставило цель избавить мормонскую общину от раскольников. Получив письменные угрозы данитов, Уитмер и его семья бежали в близлежащий город Ричмонд в штате Миссури.
Уитмер и другие раскольники пожаловались немормонскому населению Миссури на принудительный отъём их имущества и начали подавать судебные иски о возврате собственности. Это стало одной из причин Мормонской войны в Миссури. В результате конфликта большинство мормонов были изгнаны из Миссури к началу 1839 года.
Уитмер использовал своё положение одного из Трёх свидетелей для критики мормонской церкви. «Если вы верите в моё свидетельство о Книге Мормона», писал Уитмер, «если вы верите, что Бог говорил для нас с тремя свидетелями своим собственным голосом, то я говорю вам, что в июне 1838 г. Бог говорил со мной снова своим собственным голосом с небес и сказал мне отделиться от Святых последних дней, ибо что они искали сотворить со мной, то пусть постигнет их самих».

## Президент Церкви Христа (Уитмеритов)
После переселения основной массы мормонов в новооснованный город Наву в Иллинойсе Уитмер продолжал жить в Ричмонде, где он владел платной конюшней и пользовался общественным уважением.
После убийства Джозефа Смита в 1844 г. возник кризис преемника, когда за пост главы церкви боролись несколько фракций — их возглавляли соответственно Бригам Янг, Сидней Ригдон, Джеймс Стрэнг и ряд других. Многие из прежних последователей Ригдона к тому времени разочаровались в нём, к тому же ещё помнили о том, что когда-то Смит назначал Уитмера своим преемником. Краткое время в Кёртленде (Огайо) существовала церковь уитмеритов, однако сам Уитмер не принимал никакого участия в её деятельности, и вскоре она прекратила существование.
Около этого времени с Уитмером начал переписываться его давний друг, Оливер Каудери, также отлучённый от церкви мормонов. Каудери признал Бригама Янга законным главой мормонской церкви и был вновь принят в церковь. После этого Каудери отправился к Уитмеру, чтобы убедить его также присоединиться к Янгу, однако в гостях у него умер от туберкулёза, которым давно болел.
Уитмер продолжал жить в Ричмонде, а в 1867—1868 гг. занимал должность мэра этого города. В 1876 г. Уитмер вновь заявил претензию на пост главы мормонской церкви и вновь основал церковь уитмеритов. В 1887 г. он опубликовал памфлет «Обращение ко всем верующим во Христа» (An Address to All Believers in Christ), в котором подтвердил своё свидетельство Книги Мормона, однако критиковал все прочие мормонские фракции. В конце жизни Уитмер объявил своего племянника своим преемником. Церковь уитмеритов просуществовала до 1960-х гг.

## Один из свидетелей
После смерти Оливера Каудери в 1850 г. в возрасте 43 лет и Мартина Харриса в 1875 году в возрасте 91 года Д. Уитмер остался единственным из Трёх свидетелей Книги Мормона. Несмотря на вражду с прочими фракциями, он до конца жизни отстаивал истинность данной Книги. По завещанию Уитмера текст свидетельства Книги Мормона помещён на его надгробии.